# Garuhapé
Garuhapé ist eine Gemeinde der Provinz Misiones, die im Zentrum des Landkreises Libertador General San Martín liegt. Der Name des Ortes kommt aus der Sprache der Guaraní und bedeutet „Weg der Einbäume“.
Der Ort hat 8.259 Einwohner (Volkszählung 2001) und liegt an der Ruta Nacional 12, 147 Kilometer von Posadas und 150 Kilometer von den Wasserfällen des Iguazú entfernt. Die Entfernung zur Hauptstadt Buenos Aires beträgt 1251 Kilometer.
Im Gemeindegebiet wird hauptsächlich Agrar- und Forstwirtschaft (Maniok, Zitrusfrüchte und Yerba Mate) betrieben, ein weiterer wichtiger Arbeitgeber ist eine große Ziegelfabrik, die bis weit über die Provinzgrenzen liefert.

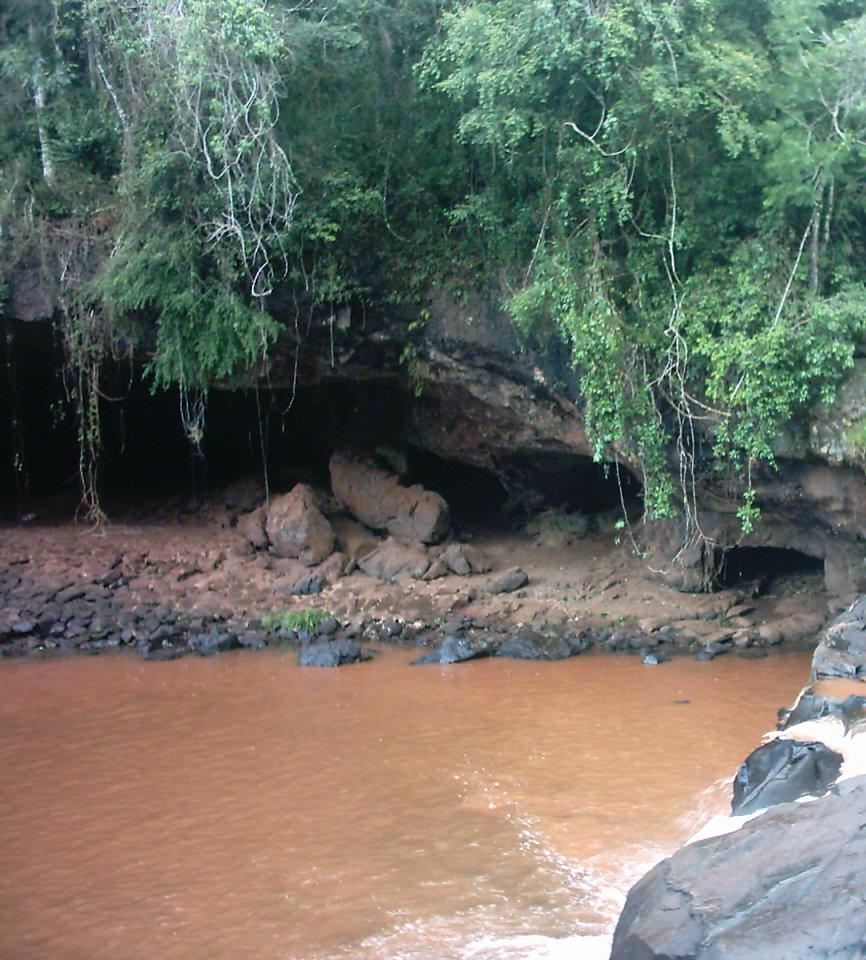
Teil der Gruta India

Bekannt ist Garuhapé in der Provinz für seine touristischen Attraktionen: Die Gruta India ist eine Naturhöhle, die die älteste menschliche Besiedlung der Region aufweist. Die Cueva del Yaguareté ist ebenfalls eine kleine Höhle, vor der ein natürlich aufgestauter Bach verläuft. Beide Höhlen sind im Sommer sehr beliebte Ausflugsziele zum Campen und Baden.